# Битва при Іцукусіма
Битва при Іцукусіма (яп. 厳島の戦い, іцукусіма но татакаі) — битва, яка відбулася 16 жовтня 1555 року на острові Іцукусіма у провінції Акі (суч. префектура Хіросіма) між військами роду Морі під командуванням Морі Мотонарі і роду Оуті під командуванням Суе Харукати. Вона завершилась перемогою Морі Мотонарі, що відкрило йому шлях до завоювання регіону Тюґоку. З другого боку, розгром сил Оуті спричинив швидкий занепад і знищення цього колись потужного роду. Ця битва є однією з найвизначніших у військовій історії Японії.